# Rasalgethi
Rasalgethi eller Alfa Herculis (α Herculis, förkortat Alfa Her, α Her) som är stjärnans Bayerbeteckning, är huvudkomponenten i en multipelstjärna belägen i den södra delen av stjärnbilden Herkules. Den har en skenbar magnitud på 3,35  och är synlig för blotta ögat. Observerat genom ett teleskop upplöses systemet i ett antal komponenter, där den ljusaste är Rasalgethi. Baserat på parallaxmätningar beräknas den befinna sig på ett avstånd av ca 360 ljusår (ca 110 parsek) från solen.

## Nomenklatur
De två komponenterna i α Herculis (Latiniserad till Alpha Herculis) betecknas α¹ Herculis (den ljusaste av de två) och α² Herculis. Den senare är själv en dubbelstjärna och alla tre stjärnorna betecknas ibland α Herculis A, Ba och Bb.
Systemet bär det traditionella namnet Rasalgethi eller Ras Algethi (arabiska : رأس الجاثي ra'is al-Jāthī Kneelers huvud. "Huvud" härrör från det faktum att Hercules under antiken visades upp och ner på kartor över stjärnbilden. År 2016 organiserade Internationella astronomiska unionen en arbetsgrupp för stjärnnamn (WGSN) med uppgift att katalogisera och standardisera riktiga namn för stjärnor. WGSN:s första bulletin från juli 2016 innehöll en tabell över de första två uppsättningarna av namn som fastställts av WGSN och där Rasalgethi anges för α¹ Herculis.
Benämningen ra al-jaθiyy eller Ras al Djathi förekom i stjärnkatalogen i Al Ahsasi al Mouakket-kalendern, som översattes till latin som Caput Ingeniculi.

## Egenskaper
Rasalgethi är en pulserande röd jättestjärna av spektralklass M5 Ib-II som har en radie som är ca 264-303 gånger den hos solen och en yttemperatur på ca 3 300 K. Dess yttemperatur är omkring hälften av solens och den utsänder från sitt ytskikt 7 244 - 9 333 gånger mer energi än solen.
Α¹ och α² Herculis är separerade med mer än 500 astronomiska enheter (AE), med en beräknad omloppstid på cirka 3 600 år. Α¹ är en relativt massiv röd ljus jättestjärna. Α²:s två komponenter är en primär gul jättestjärna och en sekundär, gulvitt dvärgstjärna i en omloppsbana på 51,578 dygn.
Α¹ Herculis är en stjärna i asymptotiska jättegrenen (AGB), en lysande röd jätte som har både väte- och heliumskal runt en degenererad kolsyrekärna. Dess vinkeldiameter har uppmätts med en interferometer till 34 ± 0,8 mas eller 0,034 bågsekunder. På ett uppskattat avstånd på 110 parsek från solen bestämt av Hipparcos, motsvarar detta en radie på cirka 280 miljoner kilometer, vilket är ungefär 400 solradier eller 1,87 AE. Om Rasalgethi befann sig i mitten av solsystemet skulle dess radie sträcka sig förbi omloppsbanan för Mars med 1,5 AE men inte ända ut till asteroidbältet. Den röda jätten beräknas ha startat sitt liv med ca 2,5 miljoner solmassor. Som de flesta stjärnor av spektraltyp M nära slutet av sitt liv upplever Rasalgethi en stor massförlust, som skapar ett glest gasformigt hölje med en utsträckning på åtminstone 90 AE.